# Südatambua
Südatambua (indonesisch Atambua Selatan) ist ein indonesischer Distrikt (Kecamatan) im Regierungsbezirk Belu (Provinz Ost-Nusa Tenggara) auf der Insel Timor.

## Geographie
Südatambua grenzt im Osten an Atambua und Osttasifeto (Tasifeto Timur), im Südwesten an Westtasifeto (Tasifeto Barat), im Westen an Kakuluk Mesak und im Norden an Westatambua (Atambua Barat).
Der Distrikt Südatambua teilt sich in die Desas Fatukbot (7.322 Einwohner 2010), Lidak (4.845), Manuaman (7.141) und Rinbesi (3.156).
Verwaltungssitz ist Asuulun.

## Einwohner
2010 lebten in Südatambua 22.464 Menschen. Sie gehören mehrheitlich zur Ethnie der nördlichen Tetum und sind in ihrer Mehrheit katholischen Glaubens.